# Umarizal (tiểu vùng)
Umarizal là một tiểu vùng thuộc bang Rio Grande do Norte, Brasil. Tiều vùng này có diện tích 1621 km², dân số năm 2007 là 63965 người.